# Án lệ 17/2018/AL
Án lệ 17/2018/AL về tình tiết có tính chất côn đồ trong tội giết người có đồng phạm là án lệ công bố thứ 17 thuộc lĩnh vực hình sự của Tòa án nhân dân tối cao tại Việt Nam, được Hội đồng Thẩm phán Tòa án nhân dân tối cao thông qua, Chánh án Tối cao Nguyễn Hòa Bình ra quyết định công bố ngày 6 tháng 11 năm 2018, và có hiệu lực cho tòa án các cấp trong cả nước nghiên cứu, áp dụng trong xét xử từ ngày 3 tháng 12 năm 2018. Án lệ 17 dựa trên nguồn là Quyết định giám đốc thẩm số 07 ngày 20 tháng 3 năm 2018 của Hội đồng Thẩm phán Tòa án nhân dân tối cao về vụ án giết người, nội dung xoay quanh đồng phạm; có tính chất côn đồ; vùng trọng yếu trên cơ thể; người thực hành; và người xúi giục.
Trong vụ việc, bị cáo Nguyễn Văn H liên hệ bị cáo Trần Quang V, Phạm Nhật T từ Hà Tĩnh tới Thừa Thiên Huế để hành hung trả thù cho xung đột của bố vợ. Là người trực tiếp yêu cầu, bàn bạc và xúi giục nhưng không trực tiếp thực thi, nạn nhân đã bị chém nhiều nhát, gây thương tích lớn, nhập viện điều trị, không tử vong. Các bị cáo đều bị bắt giữ, khởi tố, điều tra, truy tố và xét xử tội phạm. Bị cáo V, T phạm tội giết người, vấn đề được đặt ra là tội mà bị cáo H phạm phải. Từ đây, vụ án được chọn làm án lệ để xác định phân biệt tội cố ý gây thương tích, tội giết người theo hành vi trên thực tế của các bị cáo.

## Nội dung vụ án

### Tình tiết
Khoảng tám giờ ngày 13 tháng 1 năm 2015, do có mâu thuẫn trong sinh hoạt nên xảy ra xô xát giữa các con của Dương Quang Q (gọi tắt: ông Q) là Dương Quang T, Dương Quang R và Dương Quang K với Dương Quang H (gọi tắt: ông H), Dương Quang L (gọi tắt: L) và Nguyễn Văn H (gọi tắt: H). Các con của ông Q dùng tay, chân đấm đá vào người Dương Quang H làm ông H bị xây xát nhẹ. Thấy bố vợ là Dương Quang H bị các con của ông Q đánh, Nguyễn Văn H gọi điện báo cho Trần Quang V (gọi tắt: V, là con rể của ông H). Biết tin bố vợ bị đánh, V đi từ Hà Tĩnh về Thừa Thiên Huế và rủ thêm Phạm Nhật T (gọi tắt: T) cùng đi đánh ông Q. Khi đi, V và T lấy ở nhà T hai cây mã tấu, bỏ vào túi vợt cầu lông rồi mang theo. Khoảng 16 giờ ngày 19 tháng 1 năm 2015, V chở T đến thị trấn Lăng Cô và gọi điện cho H đến nhậu cùng. Tại quán nhậu H nói với V: ba bị đánh thương lắm, giờ vẫn còn đau. V hỏi H địa chỉ nhà ông Q ở đâu và đặc điểm nhận dạng ông Q như thế nào. Nghe H nói xong, V nói với T: tý nữa nhậu xong tau với mi đi đánh lại, H nói: nếu đánh thì đánh dằn mặt thôi. Sau đó, H về trước, V và T vẫn tiếp tục nhậu.
Khoảng 17 giờ 45 phút, khi đang thanh toán tiền, Trần Quang V nói với Phạm Nhật T: có chi tao vào đánh, người dân ra thì mi chặn lại, T đồng ý và lên xe máy để V chở đến nhà ông Q. Sau khi chạy vòng quanh nhà ông Q, biết ông Q không có ở nhà, V dừng xe ở một chỗ vắng người, lấy vải nilon che biển số xe rồi chở T đi lên cầu Lăng Cô đứng đợi. Đến khoảng 18 giờ, V chở T vòng xe quay lại đến trước nhà ông Q và nhìn thấy ông Q đang cúi người mở cổng. V dừng xe mở túi vợt cầu lông lấy ra một cây mã tấu có lưỡi hình răng cưa rồi chạy đến chém liên tiếp vào đầu, mặt, lưng, chân và tay ông Q làm ông Q bị ngã gục xuống đất. Do nhiều người dân xung quanh nhìn thấy hô hoán và chạy đến nên T cầm mã tấu đe dọa, ngăn chặn tạo điều kiện cho V chạy đến chỗ để xe máy và nổ máy tẩu thoát. Khi đến gần đèo Phú Gia, V gọi điện thoại cho H hỏi về tình trạng thương tích của ông Q. H hỏi lại V: rứa em có chém ông Q không? Ông Q đi bệnh viện rồi. Gọi điện thoại cho H xong V gọi điện cho Dương Quang L nói: anh vừa mới chém ông Q xong! Em ở mô, về cất hai cây mã tấu cho anh!. Nghe V điện xong L ra đường đứng đợi V và T đến. T đưa cho L túi vợt cầu lông đựng hai cây mã tấu nhờ L cất giấu rồi V tiếp tục chở T về nhà của V và ngồi uống bia với T. Sau khi L đưa túi đựng hai cây mã tấu về nhà nhờ Dương Quang H cất hộ, ông H đem túi này sang nhà bếp của ông Hồ T (bố vợ của ông H) cất giấu. Ông Q được người dân đưa đi cấp cứu và điều trị tại Bệnh viện thành phố Đà Nẵng đến ngày 3 tháng 2 năm 2015 thì được ra viện.

### Giám định
Ngày 28 tháng 1 năm 2015, khi người bị hại là ông Q đang điều trị trong bệnh viện, Trung tâm Giám định pháp y tỉnh Thừa Thiên Huế tiến hành giám định và kết luận: Dương Quang Q bị đa vết thương phần mềm vùng đầu, vai trái, khuỷu tay trái, đùi trái, để lại sẹo không ảnh hưởng chức năng 3%; vết thương phần mềm vùng mặt ít ảnh hưởng chức năng 8%; chấn thương gãy bốn răng cửa R1.1, 1.2, 1.3, 3.3; hai răng hàm nhỏ 1.4, 1.5; răng hàm 1.6 và 1.7 đang điều trị, hiện mất chức năng răng đối diện 20%; vết thương đứt gần lìa một bàn tay trái đã phẫu thuật tái tạo, hiện còn điều trị chưa đánh giá được di chứng chức năng 8%; vết thương đứt lìa ngón hai và ba bàn tay trái 25%; tỷ lệ tổn thương cơ thể chung là 51%; vật gây thương tích các tổn thương trên là vật sắc nặng.

## Xét xử

### Giai đoạn đầu
Ngày 23 tháng 5 năm 2016, phiên hình sự sơ thẩm diễn ra tại trụ sở tòa ở số 11 Tôn Đức Thắng, phường Phú Nhuận, thành phố Huế, Tòa án nhân dân tỉnh Thừa Thiên Huế áp dụng Bộ luật Hình sự năm 1999, xử phạt Nguyễn Văn H bảy năm tù về tội giết người. Ngoài ra Tòa án cấp sơ thẩm còn quyết định về tội danh, hình phạt đối với các bị cáo khác, về trách nhiệm dân sự, xử lý vật chứng, án phí và quyền kháng cáo theo luật định.
Sau khi xét xử sơ thẩm, Nguyễn Văn H có đơn kháng cáo đề nghị xem xét lại tội danh và xin giảm nhẹ hình phạt. Ngày 2 tháng 8 năm 2016, phiên phúc thẩm diễn ra tại trụ sở tòa ở số 372 đường Núi Thành, phường Hoà Cường Bắc, quận Hải Châu, Tòa án nhân dân cấp cao tại Đà Nẵng quyết định: chấp nhận kháng cáo của bị cáo Nguyễn Văn H xử phạt Nguyễn Văn H ba năm tù về tội cố ý gây thương tích.

### Kháng nghị
Ngày 3 tháng 7 năm 2017, Chánh án Tòa án nhân dân tối cao Nguyễn Hòa Bình kháng nghị bản án hình sự phúc thẩm của Tòa án nhân dân cấp cao tại Đà Nẵng về phần tội danh và hình phạt đối với Nguyễn Văn H; đề nghị Hội đồng Thẩm phán Tòa án nhân dân tối cao xét xử giám đốc thẩm hủy bản án hình sự phúc thẩm nêu trên về phần tội danh và hình phạt đối với Nguyễn Văn H để xét xử phúc thẩm lại theo đúng quy định của pháp luật.

## Giám đốc thẩm
Ngày 20 tháng 3 năm 2018, với yêu cầu kháng nghị của Chánh án Tối cao và sự nhất trí của Viện Kiểm sát, Hội đồng Thẩm phán tối cao đã mở phiên xét xử giám đốc thẩm tại trụ sở tòa ở số 48 đường Lý Thường Kiệt, quận Hoàn Kiếm, Hà Nội. Tại phiên tòa giám đốc thẩm, đại diện Viện kiểm sát nhân dân tối cao đề nghị Hội đồng Thẩm phán Tòa án nhân dân tối cao chấp nhận kháng nghị của Chánh án Tòa án nhân dân tối cao, và đề nghị hủy bản án phúc thẩm của Tòa án nhân dân cấp cao tại Đà Nẵng.

### Nhận định của Tòa án
Nhận định của Hội đồng Thẩm phán Tòa án nhân dân tối cao, Quyết định giám đốc thẩm 07/2018/HS-GĐT.
Theo các tài liệu, chứng cứ có trong hồ sơ vụ án thì: sau khi chứng kiến việc bố vợ là Dương Quang H bị các con của Dương Quang Q đánh, Nguyễn Văn H là người trực tiếp gọi điện báo cho Trần Quang V biết việc ông H bị đánh. Trong lúc ăn nhậu cùng V và Phạm Nhật T vào tối ngày 19 tháng 1 năm 2015, biết V và T có ý định đi đánh ông Q để trả thù, H nói: ba bị đánh thương lắm, chừ còn đau, làm củng cố ý thức, quyết tâm của V trong việc đi đánh ông Q. H cũng là người chỉ nơi ở, đặc điểm nhận dạng của ông Q cho V và T biết để V và T có thể thực hiện hành vi đánh ông Q. Khi nghe V và T bàn bạc kế hoạch đi đánh ông Q, H không can ngăn mà còn nói: nếu đánh thì đánh dằn mặt thôi, thể hiện sự thống nhất ý chí về việc đánh ông Q. Sau đó, H bỏ về trước.
Tòa án cấp sơ thẩm kết án H với tình tiết định khung tội giết người có tính chất côn đồ là không đúng, bởi vì: trong vụ án này Trần Quang V và Phạm Nhật T là người trực tiếp thực hiện hành vi đánh ông Q; chỉ vì mâu thuẫn nhỏ nhặt trong sinh hoạt với các con của ông Q mà V và T đã dùng mã tấu chém nhiều nhát vào những vùng trọng yếu trên cơ thể của ông Q nên chỉ hành vi phạm tội của V và T có tính chất côn đồ, còn Nguyễn Văn H không trực tiếp tham gia đánh ông Q mà giúp sức cho V và T trong việc đánh ông Q nên hành vi phạm tội của H không có tính chất côn đồ mà chỉ thuộc trường hợp khác.
Tòa án cấp phúc thẩm nhận định: việc Trần Quang V sử dụng mã tấu chém vào đầu, mặt ông Dương Quang Q là hành vi vượt quá ý chí của Nguyễn Văn H nên H không phải chịu trách nhiệm hình sự về tội giết người mà chỉ chịu trách nhiệm hình sự đối với hậu quả thực tế xảy ra với ông Q, từ đó sửa bản án hình sự sơ thẩm, chuyển tội danh cho H từ tội giết người sang tội cố ý gây thương tích là sai lầm nghiêm trọng trong việc áp dụng pháp luật. Đồng thời, Tòa án cấp phúc thẩm đã quá nhấn mạnh tình tiết giảm nhẹ trách nhiệm hình sự đã được Tòa án cấp sơ thẩm xem xét, xử phạt bị cáo H ba năm tù là đánh giá không đúng tính chất, mức độ nguy hiểm cho xã hội của hành vi phạm tội do bị cáo gây ra, không có tác dụng răn đe và phòng ngừa chung.

### Quyết định
Từ những nhận định này, Hội đồng xét xử Hội đồng Thẩm phán Tòa án nhân dân tối cao căn cứ Bộ luật Tố tụng hình sự 2015, ra quyết định: hủy bản án hình sự phúc thẩm năm 2016 của Tòa án nhân dân cấp cao tại Đà Nẵng về phần tội danh và hình phạt đối với Nguyễn Văn H, chuyển hồ sơ vụ án cho Tòa án nhân dân cấp cao tại Đà Nẵng để xét xử phúc thẩm lại theo đúng quy định của pháp luật.